# Friesia (Rose)
Die gelbe Floribundarose Friesia (syn. 'Sunsprite', 'KORresia') wurde 1973 von Reimer Kordes eingeführt. Sie ist ein Abkömmling der Rosen 'Friedrich Wörlein' × 'Spanish Sun' und eine der erfolgreichsten Floribundarosen. Ihr Name leitet sich von Friesland, der Heimat des Züchters, ab.

## Eigenschaften und Verwendung
Die goldgelben, wetterbeständigen Blüten sind halbgefüllt, duften intensiv und erscheinen in Büscheln von Anfang Juni bis September. Die Farbe hellt im Verblühen etwas auf.
Der robuste Strauch hat glänzende, ledrige Blätter, einen aufrechten, buschigen Wuchs mit einer Höhe von etwa 60 cm (40 – 80 cm) und einer Breite von rund 40 cm, ist hitzeverträglich und bis −17 °C frosthart (USDA-Zone 6b). Die Rose kann sowohl einzeln als auch in Gruppen gepflanzt werden. Als 90 cm hoher Hochstamm kann 'Friesia' auch als Kübelpflanze verwendet werden.

## Auszeichnungen
- Baden Baden Gold Medal 1972
- ADR-Rose 1973 (entzogen)
- James Alexander Gamble Fragrance Award 1979
- James Mason Memorial Medal 1989
- RNRS Gold Medal 1989